# Logseq
Logseq es una aplicación que funciona como base de conocimientos personales mediante viñetas y opera con archivos Markdown, con la posibilidad de visualizarlos mediante grafo. Incorpora un sistema de tarjetas de repetición espaciada. Brinda la posibilidad de establecer enlaces internos para las notas y realizar consultas complejas. El software es gratuito para uso personal y proporciona vistazos a funciones próximas al colaborar con el proyecto.
Logseq es un proyecto activo, con una comunidad global y desarrollo centrado en combinar simplicidad con capacidades avanzadas para pensamiento estructurado.

## Historia
Creado como alternativa a herramientas como Roam Research, pero con enfoque en código abierto y almacenamiento local (Markdown/Org-mode). La versión inicial fue presentada en mayo de 2021, ganando popularidad rápidamente por su diseño minimalista y filosofía "tu datos son tuyos". Ha ganado adopción masiva por usuarios de PKM (gestión personal de conocimiento) y Zettelkasten. Cuenta con soporte nativo para lectura y seguimiento de documentos PDF (resaltado en colores y codificación), además de facilitar la integración de plugins para mejorar sus prestaciones. 
En 2022 fue realizada una campaña exitosa en Kickstarter (USD $300k+ recaudados) para acelerar el desarrollo, incluyendo apps móviles y sincronización.
Desde 2023 se viene trabajando en el desarrollo de apps móviles (iOS/Android). Además, hay un enfoque en la versión Logseq DB (reescritura del núcleo para escalabilidad y colaboración).

## Características
Logseq se destaca como una herramienta de gestión de conocimiento no lineal y centrada en la privacidad. Sus características clave incluyen:
1. Notas basadas en enlaces bidireccionales: Conexión automática entre páginas y bloques ([[wikilinks]]), facilitando el pensamiento contextual y la red de ideas.
2. Estructura de outliner: Organización jerárquica de ideas mediante listas anidadas y bloques colapsables (similar a Workflowy o Roam Research).
3. Almacenamiento local y portabilidad: Guarda datos en archivos Markdown/Org-mode en tu dispositivo, sin dependencia de la nube. Compatible con Git para control de versiones.
4. Métodos de organización avanzados: Soporte para etiquetas (#), propiedades (metadata), consultas personalizadas (queries) y templates para automatizar flujos de trabajo.
5. Graph View (Vista de red): Visualización interactiva de conexiones entre notas, ideal para identificar patrones y relaciones complejas.
6. Sistema de plugins y temas: Extensible mediante plugins desarrollados por la comunidad (ej: calendarios, tableros Kanban, integración con PDFs o APIs).
7. Enfoque en metodologías de productividad: Ideal para técnicas como Zettelkasten, PARA o Second Brain, con soporte para daily journals (notas diarias automáticas).
8. Multiplataforma y sincronización: Disponible en Windows, macOS, Linux, iOS y Android. Ofrece sincronización opcional (pago) entre dispositivos.
9. Colaboración en tiempo real (en desarrollo): Futura integración de herramientas multiplayer gracias a la migración a Logseq DB (base de datos centralizada).
10. Whiteboard integrado: Espacio visual para organizar ideas, notas y diagramas de forma libre (similar a herramientas como Miro).

Diferencial clave: Combina la flexibilidad de herramientas como Obsidian o Roam con un modelo de código abierto, priorizando la soberanía del usuario sobre sus datos.